# Aeroportul Municipal Clovis
Aeroportul Municipal Clovis (IATA: CVN, ICAO: KCVN, FAA LID: CVN) este un aeroport din New Mexico, Statele Unite ale Americii ce deservește zona Clovis. Aeroportul a fost tranzitat în 2019 de 10.670 de pasageri. A fost numit după zona deservită.
Situat la o altitudine de 1.285 m, aeroportul dispune de 3 piste.

## Infrastructură

### Piste
Aeroportul dispune de 3 piste: 
- pista 04/22 din asfalt, cu dimensiunile 7.200 picioare × 150 picioare
- pista 08/26 din Iarbă, cu dimensiunile 2.442 picioare × 75 picioare
- pista 12/30 din asfalt, cu dimensiunile 5.697 picioare × 150 picioare